# Dòng thời gian của đại dịch COVID-19 tháng 1 năm 2021
Bài này ghi lại dòng thời gian và dịch tễ học của SARS-CoV-2 vào tháng 1 năm 2021, loại vi rút gây ra bệnh coronavirus 2019 (COVID-19) và là nguyên nhân gây ra đại dịch COVID-19. Các trường hợp nhiễm COVID-19 ở người đầu tiên được xác định ở Vũ Hán, Trung Quốc, vào tháng 12 năm 2019.

## Dòng thời gian

### 2 tháng 1
- Hơn 10% dân số Israel đã được tiêm liều vaccine COVID-19 đầu tiên, tỷ lệ vượt xa phần còn lại của thế giới. Khoảng 150.000 người Israel đang được tiêm phòng mỗi ngày. (vnExpress)
- Việt Nam xác nhận ca dương tính đầu tiên biến thể mới virus SARS-CoV-2 từ Anh, người nhiễm đã được cách ly ngay khi nhập cảnh (Báo Tuổi Trẻ)
- Cảnh sát Pháp giải tán khoảng 2.500 người dự tiệc bất hợp pháp vào đêm giao thừa, bất chấp lệnh giới nghiêm ngăn Covid-19.  (vnExpress)

### 3 tháng 1
- Thủ hiến bang Bayern, Đức, yêu cầu gia hạn giới hạn đi lại và tiếp xúc cho tới cuối tháng Giêng. (Spiegel)
- Hai quan chức y tế hàng đầu của Mỹ hôm 3/1 bác bỏ tuyên bố của Tổng thống Trump rằng dữ liệu của chính quyền liên bang về số ca nhiễm và tử vong vì COVID-19 ở Mỹ đã bị thổi phồng. (VOA)

### 4 tháng 1
- Việt Nam ký một thỏa thuận mua 30 triệu liều vắc xin COVID-19 do AstraZeneca sản xuất. (reuters) Lưu trữ ngày 4 tháng 1 năm 2021 tại Wayback Machine
- Quan chức hạt Los Angeles kêu gọi triển khai tàu bệnh viện USNS Mercy để hỗ trợ những cơ sở y tế đang tình trạng quá tải vì Covid-19. (vnExpress)
- Các nhà khoa học Anh bày tỏ lo ngại là vaccine đang được sử dụng tại Anh có thể không bảo vệ chống lại một biến thể mới của virus corona xuất hiện tại Nam Phi và đã lây lan trên toàn thế giới. (VOA)

### 6 tháng 1
- Mỹ ghi nhận hơn 3.900 người chết do Covid-19, thêm 250.173 ca nhiễm nCoV, nâng tổng ca nhiễm toàn quốc vượt 21 triệu người, trong đó 357.067 đã tử vong, với hơn 131.000 bệnh nhân nhiễm nCoV đang được điều trị tại các bệnh viện. (vnExpress)
- Vương quốc Anh có thêm 62.322 ca mắc mới và 1.041 người chết vì COVID-19. (Tuổi Trẻ)

### 7 tháng 1
- Đức ghi nhận 26.391 ca Corona nhiễm mới và 1070 người tử vong trong vòng 1 ngày. (n-tv)
- Anh ghi nhận hơn 62.000 ca nhiễm mới. Các bệnh viện đang trong tình trạng nguy ngập ở nhiều nơi ở Anh. Các dự định giải phẫu ung thư bị hủy bỏ, bệnh nhân Covid do quá tải trong các đơn vị chăm sóc đặc biệt phải nằm ở hành lang. (n-tv)

### 8 tháng 1
- Hoa Kỳ ghi nhận 3.998 người chết - trong vòng 24 tiếng đồng hồ, một kỷ lục mới, với hơn 265.000 ca nhiễm mới. (RFI)
- Đức báo cáo kỷ lục với 1.188 ca tử vong  trong 24 giờ qua, nâng số người chết trên toàn quốc lên 38.795 người. 31.849 ca nhiễm mới. (Taggeschau)

### 10 tháng 1
- Với 465 người chết hôm qua, con số tử vong vì Corona ở Đức đã vượt qua ngưỡng 40.000, lại có thêm 16.946 ca nhiễm mới. (n-tv)

### 13 tháng 1
- Mỹ ghi nhận ít nhất 4406 ca tử vong trong một ngày, nhiều hơn bao giờ hết. Tổng cộng là 380.882, với ít nhất 229.712 ca nhiễm corona mới, tổng cộng là hơn 22,9 Millionen. (n-tv)

### 16 tháng 1
- Tổng thống tân cử của Hoa Kỳ Joe Biden đã công bố kế hoạch mà ông dự trù sẽ thực hiện ngay sau khi nhậm chức, nhằm đẩy nhanh chiến dịch chích ngừa Covid-19 cho dân Mỹ, tiêm 100 triệu liều trong vòng 100 ngày đầu tiên của nhiệm kỳ tổng thống. (RFI)
- Pháp giới nghiêm sớm hơn, ngay từ 18 giờ thay vì 20 giờ, trên quy mô cả nước kể từ Thứ Bảy 16/01/2021. Biện pháp này được áp dụng ít nhất trong 15 ngày. (RFI)[liên kết hỏng]

### 17 tháng 1
- Ít nhất 29 người đã chết sau khi tiêm mũi vắcxin (vaccine) COVID-19 đầu tiên tại Na Uy. Nhà chức trách cảnh báo vắc xin (vaccine) nguy hiểm cho người già, yếu, có bệnh nan y. (tuoitre), (bloomberg)

### 20 tháng 1
- Chính quyền Bắc Kinh cho biết sẽ kéo dài thời gian theo dõi y tế lên tới 28 ngày đối với những người từ bên ngoài đi vào Bắc Kinh, trong đó có mô hình '14+7+7' với các trường hợp nhập cảnh. (tuoitre)

### 21 tháng 1
- Đức có thêm 18.008 ca nhiễm mới. Với 1066 ca tử vong tổng số là 49.515. Hiện có 282.300 ca đang còn nhiễm, tổng cộng số người nhiễm là 2.080.865. 4787 người được điều trị trong khu chăm sóc đặc biệt, những người cần máy thở là 2725.Hiện còn 4235 giường trống. (n-tv)
- Anh Quốc ghi nhận thêm 1.820 ca tử vong nâng tổng số người thiệt mạng vì đại dịch lên đến 93.290 người, nặng nhất ở châu Âu, và đứng thứ năm thế giới, sau Mỹ, Brazil, Ấn Độ và Mêhicô. Số ca nhiễm tăng thêm 38.905 tổng cộng hơn 3,5 triệu ca nhiễm. (RFI)
- Mỹ ghi nhận 4357 ca tử vong mới, đưa tổng số lên 406.180. Ngoài ra có thêm 184.453 ca nhiễm mới, tổng số là hơn 24,4 triệu ca. (n-tv)

### 22 tháng 1
- Đức ghi nhận 859 ca tử vong, tổng số người chết vượt ngưỡng 50.000. Số ca nhiễm mới là 17.862. (n-tv)

### 23 tháng 1
- Cảnh sát London ngày 22-1 cho biết đã giải tán một đám cưới, có sự tham dự của hơn 400 người và được tổ chức tại một ngôi trường có hiệu trưởng đã chết vì virus corona hồi năm ngoái, vì vi phạm lệnh phong tỏa toàn quốc. (tuoitre)

### 25 tháng 1
- Hàng nghìn người Brazil lái ô tô xuống đường yêu cầu luận tội Tổng thống Bolsonaro vì cách chính quyền ông ứng phó chậm trễ với Covid-19. (vnexpress)
- Bộ trưởng Y tế Đức Jens Spahn xác nhận nước này sẽ mua 200.000 liều thuốc kháng thể đơn dòng với giá 400 triệu euro, tương đương mỗi liều có giá lên tới 2.000 euro. Phương pháp này đã chứng minh hiệu quả đối với cựu tổng thống Mỹ Donald Trump. (tuoitre)
- Tại các thành phố lớn nhất ở Hà Lan, đúng ra là phải yên tĩnh từ 9 giờ tối vì lệnh giới nghiêm trên toàn quốc kể từ thứ Bảy. Thay vào đó, các cuộc bạo loạn nghiêm trọng đã nổ ra trên các đường phố Rotterdam, Amsterdam và Zwolle - vào hai buổi tối liên tiếp. (Spiegel)
- EU đang gia tăng sức ép đối với các nhà sản xuất vắc xin corona: Sau khi AstraZeneca, nhà sản xuất thứ hai, không giữ lời hứa giao hàng, Brussels hiện muốn việc xuất khẩu vắc xin sang các nước khác cần phải xin phép. (Spiegel)

### 27 tháng 1
- Biden cấm đề cập Covid-19 theo vị trí địa lý sau khi cách gọi "virus Trung Quốc', "virus Vũ Hán" gây phản ứng dữ dội về phân biệt chủng tộc. (nikkei), (vnexpress)

### 28 tháng 1
- Việt Nam vừa phát hiện tổng cộng 84 ca nhiễm Covid-19 mới chỉ trong 1 ngày. Đây là những ca nhiễm đầu tiên trong gần 2 tháng qua tại Việt Nam, buộc chính quyền phải phong tỏa toàn bộ thành phố Chí Linh, tỉnh Hải Dương. (RFI)
- Thủ tướng Anh Boris Johnson cho biết nước này có thể chấm dứt lệnh phong tỏa từ ngày 8/3, cùng thời điểm trường học được phép mở cửa trở lại. (vnexpress)
- Chính phủ Boris Johnson thông báo quyết định cách ly bắt buộc đối với mọi người dân và người cư trú tại Vương Quốc Anh trở về từ 22 nước, nhằm ngăn chặn nhập vào Anh các biến thể mới của virus corona có thể kháng lại vac-xin. (RFI)
- Mỹ tháng qua ghi nhận hơn 79.000 ca tử vong vì Covid-19, trở thành tháng chết chóc nhất kể từ khi đại dịch bùng phát đến nay. (vnexpress)

### 29 tháng 1
- Vaccine Novavax được cho là loại vaccine đầu tiên chứng minh khả năng chống lại biến thể mới của virus corona đang hoành hành ở Anh Quốc. (BBC)
- Ủy ban vaccine Đức cảnh báo vaccine Covid-19 của AstraZeneca không nên tiêm cho người trên 65 tuổi do chưa xác thực được hiệu quả. (vnexpress)

### 30 tháng 1
- Cơ quan quản lý dược phẩm châu Âu ngày 29-1 cho biết không có mối liên hệ nào giữa các trường hợp tử vong sau khi tiêm vắc xin COVID-19 của Pfizer và các tác dụng phụ của vắc xin. (tuoitre)

### 31 tháng 1
- Trung tâm Kiểm soát và Phòng ngừa Dịch bệnh Hoa Kỳ (CDC) ban hành một sắc lệnh bắt buộc hành khách đeo khẩu trang trên hầu hết các phương tiện giao thông công cộng vào ngày thứ Hai. (VOA)